# رياض شحاتة
رياض شحاتة (توفي 1942) كان المصور الشخصي للملك فاروق، وكان هو المصور المكلف بتصوير المناسبات الملكية مثل حفلات زواج ومناسبات جلوس علي العرش، هذا الي جانب تصويره مجموعة كبيرة من الصور تجسد حياة الأسرة المالكة في مصر. وكان هو أول مصور مصري يسافر الي الخارج حيث ذهب الي فرانكفورت بألمانيا حيث درس هناك التصوير الفوتوغرافي، وسافر لكل انحاء العالم لكي يلتقط الصور النادرة، وكان استوديو التصوير الخاص به يقع في ميدان الأوبرا بوسط البلد. وبعد وفاته في عام 1942 ظل الاستوديو مفتوحا لأداء نفس المهمة.
وقام رياض شحاتة بتأليف أول كتاب مرجعي عن التصوير الشمسي الحديث، وقد نشرته دار المعارف عام 1910